# Reine des Basaltes
La Reine des Basaltes est une eau minérale gazeuse qui prend sa source en Ardèche, dans la commune d'Asperjoc. Autorisation ministérielle 21 septembre 1876.

## Composition analytique
| Eléments             | Proportion en mg/l |
| -------------------- | ------------------ |
| Calcium (Ca2+)       | 145                |
| Magnésium (Mg2+)     | 70                 |
| Sodium (Na+)         | 204,7              |
| Potassium (K+)       | 23,2               |
| Manganèse            | 0,5                |
| Bicarbonates (HCO3-) | 1 433,5            |
| Chlorures            | 10,5               |
| Fluor                | 0,9                |

## Exploitation

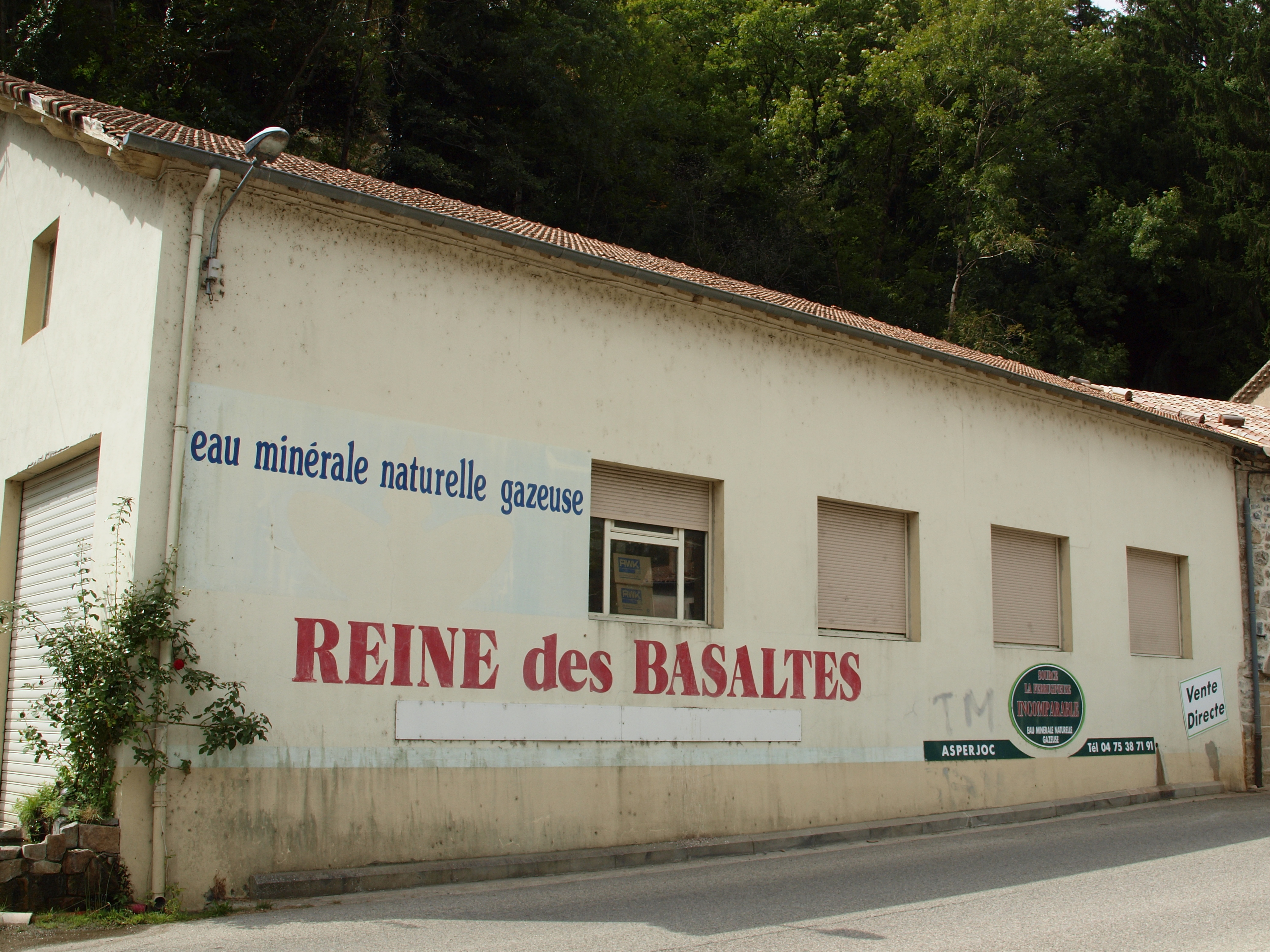
Usine d'embouteillage de la Reine des Basaltes.

La source est exploitée par la société SE Marius Veyrenc.